# Marian Ursel
Marian Wojciech Ursel (ur. 15 grudnia 1950 w Świdnicy) – polski filolog, specjalizujący się w historii literatury polskiej XIX w., romantycznej antropotanatologii, antropologii uzdrowisk XIX i XX w., komunikacji społecznej, historii i teorii prasy XIX w.; nauczyciel akademicki związany z Uniwersytetem Wrocławskim i Karkonoską Państwową Szkołą Wyższą w Jeleniej Górze. Rektor tej ostatniej uczelni w latach 2015–2020.

## Życiorys
Dzieciństwo i wczesną młodość spędził w Świdnicy. Po ukończeniu kolejno szkoły podstawowej i II Liceum Ogólnokształcącego oraz pomyślnie zdanym egzaminie maturalnym, podjął studia na kierunku filologia polska na Uniwersytecie Wrocławskim. Zakończył je w 1973 roku zdobyciem tytułu zawodowego magistra. Bezpośrednio po tym rozpoczął pracę zawodową na macierzystej uczelni w Instytucie Filologii Polskiej. Tam też uzyskał w 1978 roku stopień naukowy doktora nauk humanistycznych, a w 1993 roku doktora habilitowanego nauk humanistycznych w zakresie literaturoznawstwa o specjalności literaturoznawstwo, na podstawie rozprawy nt. O wierszach Aleksandra Fredry. W 2004 roku prezydent Polski Aleksander Kwaśniewski nadał mu tytuł profesora nauk humanistycznych. Aktualnie jest kierownikiem Zakładu Historii Literatury Romantyzmu oraz zastępcą kierownika Stacjonarnych Studiów Doktoranckich Wydziału Filologicznego Uniwersytetu Wrocławskiego.
Od 2000 roku związany jest zawodowo jeszcze z Kolegium Karkonoskim w Jeleniej Górze. W 2015 roku został wybrany na stanowisko rektora Karkonoskiej Państwowej Szkoły Wyższej. Funkcję tę sprawował do 2020 roku. Ponadto jest prezesem Towarzystwa Przyjaciół Polonistyki Wrocławskiej.

## Dorobek naukowy
Zainteresowania naukowe Mariana Ursela związane są głównie z literaturą, folklorem, kulturą, obyczajowość oraz formami i przejawami życia artystycznego w XIX wieku i ich filiacjami ze współczesnością. Zajmuje się także romantyczną antropotanatologią oraz kulturą i obyczajowością w XIX-wiecznych uzdrowiskach polskich i obcych. Od trzech dekad bada twórczość Aleksandra Fredry. Swoje prace drukował m.in. w takich czasopismach naukowych, jak: "Pamiętnik Literacki", "Litteraria", "Literatura Ludowa", "Russian Literature", "Studia Philologica Slavica. Muenstersche Texte zur Slavic" czy "Prace Literackie". Jak dotychczas w swoim dorobku ma ponad 130 publikacji. Do najważniejszych jego dzieł należą m.in.:
- Bajkopisarstwo Aleksandra Fredry, Wrocław 1980.
- O wierszach Aleksandra Fredry, Wrocław 1992.
- Fredrowskie teatralizacje. Studia i szkice, Wrocław 1994.
- Aleksander Fredro. Na scenie życia i teatru, Wrocław 2009.
- Romantycy i okolice śmierci, Wrocław 2011.